# 69年
| 千纪： | 1千纪                                                                                |
| 世纪： | 前1世纪 \| 1世纪 \| 2世纪                                                            |
| 年代： | 30年代 \| 40年代 \| 50年代 \| 60年代 \| 70年代 \| 80年代 \| 90年代                   |
| 年份： | 64年 \| 65年 \| 66年 \| 67年 \| 68年 \| 69年 \| 70年 \| 71年 \| 72年 \| 73年 \| 74年 |
| 纪年： | 东汉永平十二年                                                                       |

## 大事记
- 春，漢明帝召派王景治理黃河、汴渠。臨行前，明帝贈送他《山海經》、《河渠書》、《禹貢圖》。
- 第五伦迁蜀郡太守。
- 尤利乌斯·奇维里斯（英语：Gaius_Julius_Civilis）领导巴达维亚暴动（英语：Revolt of the Batavi）反抗罗马。
- 四帝之年，最终犹太军团的韦斯巴芗开创弗拉维王朝。

## 各国领袖

### 非洲
- 库施
  - 女王：Amanikhatashan（62年－85年）

### 亚洲
- 中国
  - 东汉：
    - 皇帝：汉明帝（57年－75年）
- 朝鲜
  - 百济：
    - 国王：多娄王（28年－77年）

  - 高句丽：
    - 国王：太祖王（53年－146年）

  - 新罗：
    - 国王：脱解尼师今（57年－80年）
- 贵霜帝国
  - 国王：丘就却（30年－80年）

### 欧洲
- 高加索伊比里亚
  - 国王：卡塔姆（58年－72年）
- 罗马帝国
  - 皇帝：
    1. 加尔巴（68年－69年）
    2. 奥托（69年）
    3. 维特里乌斯（69年）
    4. 韦斯巴芗（69年－79年）

### 中东
- 科马吉尼
  - 国王：Antiochus IV（41年－72年）
- 奈巴提亚
  - 国王：Malichus II（40年－70年）
- 奥斯若恩
  - 国王：Ma'nu VI bar Abgar（57年－71年）
- 安息
  - 国王：沃洛吉斯一世（51年－78年）

## 逝世
- 奧索
- 維特里烏斯